# Jonathan Milan
Jonathan Milan, född 1 oktober 2000 i Tolmezzo, är en italiensk professionell landsvägscyklist och bancyklist.

## Karriär
Milan har cyklat professionellt sedan 2019. Bland hans meriter kan nämnas 1 etappvinst i Giro d'Italia år 2023 samma år vann han poängtävlingen i samma etapplopp. 2024 har han vunnit tre etapper i Giro d'Italia. År 2021 medverkade Milan i Italiens lag i lagförföljelse där de vann både guld i OS 2020 och VM 2021. Vid OS 2024 tog han guld med det italienska laget i lagförföljelse.